# Zypriotischer Unabhängigkeitskrieg
Der Zypriotische Unabhängigkeitskrieg, in Großbritannien bekannt als Cyprus Emergency, war ein bewaffneter Konflikt zwischen November 1955 und März 1959 in Britisch-Zypern.
Die Nationale Organisation der zypriotischen Kämpfer (EOKA), eine rechtsnationale Guerillaorganisation der Zyperngriechen, begann 1955 einen bewaffneten Aufstand, um das Ende der britischen Kolonialherrschaft und die Vereinigung von Zypern und Griechenland (Enosis) zu erzwingen. Der Widerstand der Zyperntürken gegen die Enosis führte zur Gründung der türkischen Widerstandsorganisation (TMT), die sich für die Teilung Zyperns in einen griechischen und einen türkischen Teil einsetzte. Der Konflikt endete 1959 mit der Unterzeichnung des Zürcher und Londoner Abkommens, mit dem die Republik Zypern als unabhängiger Staat gegründet wurde.

## Hintergrund
Die Einflüsse der hellenischen Kultur auf der Insel Zypern lassen sich bis ins 12. Jahrhundert v. Chr. zurückverfolgen, als mykenische Griechen auf die Insel einwanderten. Verschiedene Zivilisationen eroberten oder beeinflussen später die Insel und hinterließen hier ihre Spuren. Zypern war vom späten 16. Jahrhundert an ein Gebiet des Osmanischen Reiches, bis es nach dem Russisch-Türkischen Krieg mit der Zypern-Konvention vom 4. Juni 1878 ein Protektorat des Vereinigten Königreichs unter nomineller osmanischer Oberhoheit wurde. Nachdem die Osmanen auf der Seite der Mittelmächte gegen die Briten in den Ersten Weltkrieg eingetreten waren, wurde Zypern 1915 auch formell in das Britische Weltreich eingegliedert und zunächst von einer Militärverwaltung verwaltet, bis es 1925 zur Kronkolonie Zypern erklärt wurde. Von den 1910er bis zu den 1950er Jahren wurden die Bevölkerungsmehrheit der griechischen Zyprioten zunehmend unzufrieden mit der britischen Herrschaft und befürworteten die Enosis, also die politische Vereinigung von Zypern und Griechenland. Mehrere erfolglose Angebote der Briten an Griechenland, Zypern im Gegenzug für militärische Zugeständnisse abzutreten, sowie der Mangel an britischen Investitionen auf der Insel führten zu einer wachsenden zyprischen Nationalbewegung.
Im Oktober 1931 rebellierten die griechischen Zyprioten gegen die britische Herrschaft und zerstörten Eigentum der Kolonialverwaltung. Die Demonstrationen wurden jedoch unterdrückt und Großbritannien ergriff diktatorische Maßnahmen, die in Anlehnung an den Gouverneur von Zypern, Richmond Palmer, als „Palmerokratie“ bezeichnet wurden. 1950 wurde von der Kirche von Zypern ein Referendum über die Vereinigung mit Griechenland abgehalten. Die Wahlbeteiligung lag bei 89 % und 95,7 % der Befragten sprachen sich für die Vereinigung mit Griechenland aus, die britische Regierung weigerte sich jedoch zu verhandeln.

## Ablauf

### Beginn des Aufstands
Am 1. April 1955 begann die EOKA ihren Aufstand mit einer Reihe von Anschlägen auf britische Ziele am 1. April. Nach einer Reihe weiterer Zwischenfälle verhängte der Generalgouverneur Sir John Harding am 26. November 1955 den Ausnahmezustand. Nach dem Vorbild der Aufstandsbekämpfung in British Malaya versuchte Harding, die Aktivitäten der zivilen, militärischen und polizeilichen Behörden zu koordinieren, um insbesondere nachrichtendienstliche Informationen zu sammeln und zu verarbeiten. Die Briten hatten große Schwierigkeiten, wirksame Informationen über die EOKA zu erhalten, da diese von der Mehrheit der griechisch-zyprischen Bevölkerung unterstützt wurde. Daher waren die Briten gezwungen, sich auf rund 4000 türkisch-zyprische Polizisten zu stützen, die in den griechisch-zyprischen Gemeinschaften geächtet waren und kaum Informationen über sie liefern konnten. Der Einsatz türkisch-zyprischer Polizisten gegen die griechisch-zyprische Gemeinschaft verschlechterte zwangsläufig die Beziehungen zwischen den beiden Gruppen. 1955 hatte die EOKA jedoch Briefe an die Zyperntürken in Nikosia geschickt, in denen sie erklärte, dass sich ihr Konflikt gegen die Briten und nicht gegen sie richte.
Die EOKA konzentrierte ihre Aktivitäten auf städtische Gebiete und verübte insgesamt 104 Hausbombenanschläge, 53 Ausschreitungen/Demonstrationen, 136 Sabotageakte, 403 Hinterhalte, 35 Angriffe auf die Polizei, 38 Angriffe auf Soldaten und 43 Überfälle auf Polizeistationen. Ziel der EOKA war es, die britische Armee vom Troodos-Gebirge fernzuhalten, wo sich ihre wichtigsten Kämpfer versteckt hielten. Einige der Anschläge gingen schief, vor allem der Bombenanschlag der EOKA auf ein Restaurant am 16. Juni, der zum Tod von William P. Boteler führte, einem CIA-Offizier, der unter diplomatischer Tarnung arbeitete.
Im Oktober 1955, als sich die Sicherheitslage verschlechterte, eröffnete Harding Gespräche über die Zukunft der Insel. Zu diesem Zeitpunkt wurde Makarios III. bereits mit den Aufständischen identifiziert und die Gespräche wurden Anfang 1956 ohne eine Einigung beendet. Makarios, der von den britischen Behörden mit Misstrauen betrachtet wurde, wurde später auf die Seychellen verbannt. Die Nachricht von seiner Verhaftung löste einen einwöchigen Generalstreik aus, gefolgt von einer dramatischen Zunahme der EOKA-Aktivitäten: 246 Anschläge bis zum 31. März, darunter ein Attentatsversuch auf Harding, der scheiterte, weil die Zeitbombe unter seinem Bett nicht hochging.

### Aufstandsbekämpfung der Briten
Mitte 1956 befanden sich 17.000 britische Soldaten auf Zypern, und Harding war bestrebt, die Gebirgseinheiten der EOKA im Troodos-Gebirge zu bekämpfen. Es wurde deshalb eine Reihe von Operationen eingeleitet, um die EOKA zu bekämpfen und ihren Anführer Georgios Grivas festzunehmen. Vom 17. Mai bis zum 7. Juni startete Großbritannien die Operation „Pepper pot“, die von einer Fallschirmjägerbrigade durchgeführt wurde. Die Operation wurde jedoch vorher an Grivas durch einen Informanten übermittelt, so dass dieser sich entsprechend vorbereiten konnte, was dazu führte, dass sie wenig Wirkung gegen EOKA hatte.
Vom 7. bis 23. Juni 1956 startete Großbritannien die Operation „Lucky Alphonse“, um die EOKA zu lähmen und Grivas gefangen zu nehmen. Mehr als 5.000 britische Soldaten nahmen daran teil, darunter Angehörige der Royal Marines, des Parachute Regiment, der Gordon Highlanders und des Royal Norfolk Regiments. Obwohl es einige kleinere Erfolge gab, wurden 7 britische Soldaten getötet und 21 weitere verbrannten bei einem Brand im Wald von Paphos. Auch dieses Mal gelang es nicht, Grivas gefangenzunehmen.
Einige der anderen Operationen konnten als Erfolg gewertet werden; etwa fünfzig Guerillas wurden gefangen genommen und eine große Menge an Waffen konnten konfisziert werden. Grivas gelang jedoch immer die Flucht. Er musste sich verstecken, wobei er einmal sein Tagebuch zurückließ, das wichtige nachrichtendienstliche Informationen enthielt. Der führende EOKA-Attentäter, Nikos Sampson, konnte gefangen genommen werden. Grivas zog schließlich nach Limassol, wo er sein neues Hauptquartier einrichtete.

### Suezkrise und Waffenstillstand

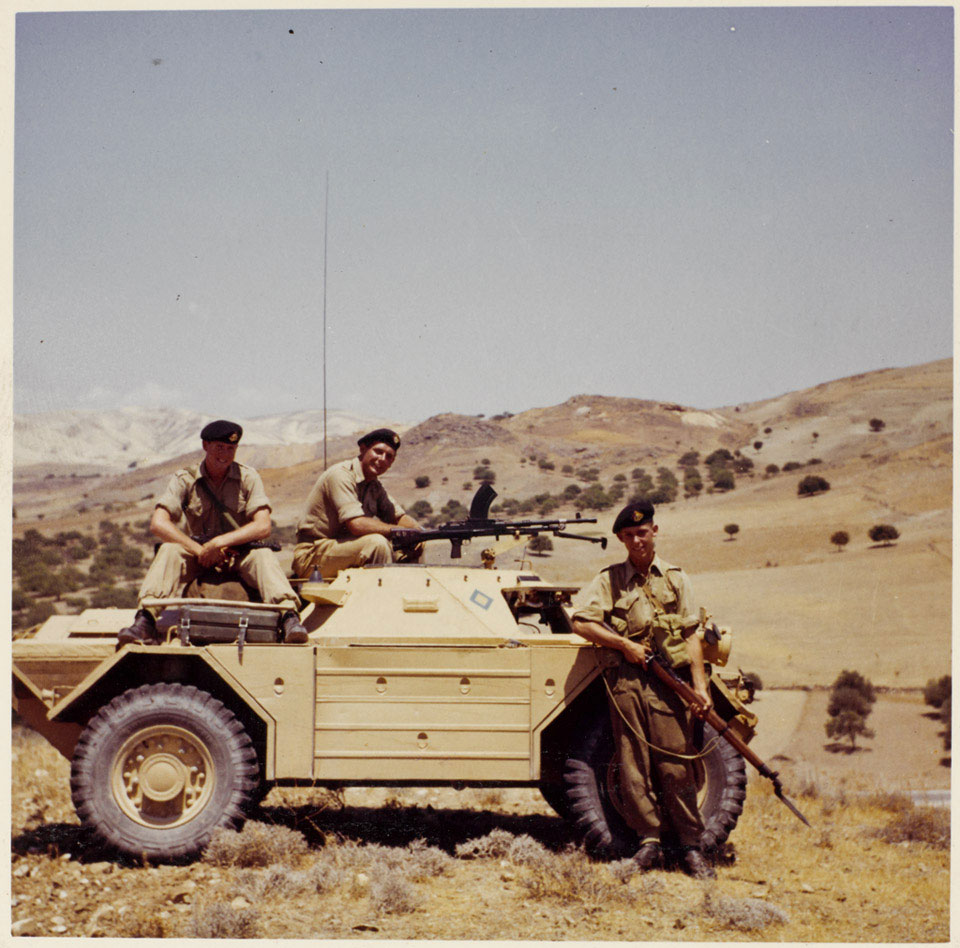
Britische Soldaten in Zypern (1957)

Die Suezkrise verschaffte der EOKA im Herbst 1956 eine Atempause, und es kam zu einer gewissen Reorganisation, insbesondere in der Stadtguerilla. Infolgedessen konnte bei den Briten an die Erfolge der Sommeroperationen nicht angeknüpft werden, was Harding frustrierte. Die EOKA verstärkte ihre Kampagne in einem Monat, den die Briten als „Schwarzer November“ bezeichneten, mit insgesamt 416 Angriffen, bei denen 39 Menschen getötet wurden, davon 21 Briten. Angesichts der wachsenden Kritik im Vereinigten Königreich an seinen Methoden und deren mangelnder Wirksamkeit trat John Harding am 22. Oktober 1957 als Gouverneur zurück und wurde im Dezember durch Hugh Foot ersetzt.
Nach dem Ende der Suezkrise wurde die britische Militärstärke auf 20.000 Mann erhöht, und Foot gelang es, eine neue Offensive zu starten. Die britischen Truppen wurden umformiert und die Stadtguerillas wurden gejagt. Im Frühjahr 1957 forderten die britischen Operationen ihren Tribut von der EOKA; die britischen Sicherheitskräfte verhafteten etwa dreißig EOKA-Mitglieder in Nikosia, darunter den Gebietskommandanten. Auch die Bergguerilla war nicht mehr so schlagkräftig wie zuvor. Grivas befahl seinen Gebietskommandeuren, die aktiven Operationen einzustellen. Bis April waren die meisten EOKA-Führer getötet oder gefangen genommen worden, und ihre Gruppen standen vor der Auflösung. Zu diesem Zeitpunkt sah es so aus, als sei der Aufstand besiegt, weshalb Grivas am 17. März einen Waffenstillstand ankündigte.
Im November 1957 gelang der EOKA aber eine ihrer bedeutendsten Sabotageoperationen gegen die Briten, als es einigen EOKA-Mitgliedern gelang, sich in die RAF Akrotiri einzuschleichen und mehrere Flugzeuge zu sabotieren, darunter English Electric Canberras und eine De Havilland Venom.

### Interkommunale Gewalt
Der Waffenstillstand dauerte ein ganzes Jahr; in dieser Zeit begann die EOKA, sich neu zu bewaffnen und zu organisieren. Sie änderte auch ihre Strategie. Eine zweite Phase des Notstands begann nun, als die EOKA begann, städtische Gebiete ins Visier zu nehmen, wo sie Studenten- und Schülerunruhen organisierte. Sie setzten auch Exekutionskommandos ein, um Polizisten und Militärangehörige zu töten. Diese Angriffe dauerten über das ganze Jahr 1957 und bis ins Jahr 1958 an. Grivas war auch über die zunehmenden Aktivitäten der kommunistischen AKEL besorgt und ordnete mehrfach Aktionen gegen sie an, die einen Bürgerkrieg innerhalb der griechisch-zyprischen Gemeinschaft auszulösen drohten. Die Briten schürten diese Feindseligkeit und im August 1957 brach eine Welle innergriechischer Gewalt aus.
Die türkische Widerstandsorganisation (TMT, Türk Mukavemet Teşkilatı) wurde wahrscheinlich Ende 1957 mit Unterstützung der türkischen Regierung gegründet, um Taksim (eine Teilung der Insel) zu erreichen. Die TMT ging mit Gewalt gegen Mitglieder ihrer eigenen Gemeinschaft (insbesondere den Linken) vor, die nicht bereit waren, sich ihrer Sache anzuschließen. Auch die Briten duldeten die TMT offen und hatten bewusst versucht, die türkisch-zypriotische Gemeinschaft auf der Insel und die türkische Regierung zu benutzen, um die Forderung nach Enosis zu blockieren. Sie hatten sich dabei de facto mit der türkischen Minderheit verbündet. Die Briten wussten, dass dies außer Kontrolle geriet, und nutzten die Situation dennoch für ihre eigenen Zwecke aus.
Im Sommer 1958 eskalierte die interkommunale (und innerkommunale) Gewalt mit zahlreichen Todesopfern. Zwischen dem 7. Juni und dem 7. August wurden etwa 55 Attentate von Türken auf Griechen und 59 Attentate von Griechen auf Türken verübt. Eine beträchtliche Anzahl türkischer Zyprioten wurde durch die Gewalt vertrieben.

### Ende des Aufstands
Im Frühjahr 1958 versuchten die Briten, die eskalierende Gewalt auf der Insel einzudämmen. Die Briten stellten daher den MacMillan-Plan auf, der vorsah, dass das Vereinigte Königreich, Griechenland und die Türkei Zypern gemeinsam verwalten sollten. Die Griechen lehnten den Plan ab, da sie darin ein offenes Tor zur Teilung der Insel sahen. Im September hatte Makarios auch seine ursprüngliche Forderung nach Enosis aufgegeben und zog nun die Unabhängigkeit Zyperns der Teilung vor. Dies erfolgte als Kombination aus britischen Maßnahmen, türkischer Intervention und politischem Druck von Konstantinos Karamanlis. Der Verzicht auf die Union mit Griechenland war das entscheidende Signal, auf das Großbritannien gewartet hatte. Die britische Diplomatie setzte sich für einen ehrenvollen Rückzug ein. In den letzten Monaten des Jahres 1958 hatten alle Parteien Gründe, einen Kompromiss zu favorisieren. Die griechisch-zypriotische Seite befürchtete, dass eine Teilung immer näher rückte, Griechenland war besorgt, dass die anhaltende Situation zu einem Krieg mit der Türkei führen könnte, die Türkei musste die anhaltenden Krisen an ihren östlichen Grenzen bewältigen, und die Briten wollten nicht, dass die NATO wegen eines Griechisch-Türkischen Krieges destabilisiert wurde, abgesehen davon, dass sie die EOKA nicht vollständig unterdrücken konnten.
Am 5. Dezember erkannten die Außenminister Griechenlands und der Türkei die Situation an, und es wurde eine Reihe von Treffen anberaumt, die zu den Zürcher und Londoner Abkommen führten. Dabei handelte es sich um eine Kompromisslösung, bei der Zypern in ein unabhängiges und souveränes Land umgewandelt werden sollte. Sowohl Makarios als auch Grivas nahmen die Abkommen schweren Herzens an, während die türkisch-zyprische Führung mit dem Kompromiss zufrieden war. Am 9. März 1959 verkündete Grivas einen Waffenstillstand, obwohl er die Abkommen ablehnte.

## Nachwirkungen
Nach den Abkommen von London und Zürich wurde Zypern eine unabhängige Republik, und was die Befreiung von der britischen Herrschaft anbelangt, war die EOKA-Kampagne erfolgreich. Großbritannien durfte die Kontrolle über 254 km² behalten, die aus zwei souveränen Stützpunkten in Akrotiri und Dhekelia bestanden, einschließlich einiger anderer Einrichtungen auf der Insel.
Obwohl die Türkei der Unabhängigkeit zugestimmt hatte, betrachtete sie Zypern bald mit großem Misstrauen, da sie sich von den Briten verraten fühlte. Damit die Lösung in der Praxis funktionieren konnte, war ein gewisses Maß an Zusammenarbeit zwischen den beiden Gemeinschaften unerlässlich. Es kam jedoch zu anhaltenden Spannungen auf der Insel zwischen den beiden Volksgruppen, z. B. bei den blutigen Weihnachten (1963). Am 15. Juli 1974 wurde schließlich der Präsident der Republik Zypern, Erzbischof Makarios, durch einen progriechischen Militärputsch abgesetzt. Ziel des durch die griechische Junta gelenkten Putsches war die Absetzung der demokratischen Regierung Zyperns und der Anschluss Zyperns an Griechenland. Die Türkei sah dies als Verletzung des Zürcher und Londoner Abkommens an und begann mit der türkischen Invasion der Insel, die zur Teilung Zyperns führte.

## Kriegsverbrechen
Mindestens 14 Zyprioten (darunter ein Minderjähriger), die unter dem Verdacht verhaftet wurden, EOKA-Mitglieder zu sein, wurden von britischen Streitkräften gefoltert und anschließend während der Haft getötet. Zeugen – sowohl überlebende Gefangene als auch britische Veteranen – erinnern sich an verschiedene Arten von Folter und unmenschlicher Behandlung von Gefangenen.
Die britische Regierung erklärte sich im Januar 2019 bereit, insgesamt 33 Zyprioten, die während des Aufstands von den britischen Streitkräften gefoltert worden sein sollen, eine Million Pfund zu zahlen. Darunter befand sich eine damals 16-jährige Frau, die angab, von Soldaten festgehalten und wiederholt vergewaltigt worden zu sein, sowie ein Mann, der als Folge seiner Verhöre eine Niere verloren hatte. Die Auszahlung erfolgte nach der Freigabe von Regierungsdokumenten im Jahr 2012, aber Außenminister Alan Duncan erklärte, dass „der Vergleich kein Eingeständnis darstellt“, obwohl „die Regierung den Fall beigelegt hat, um einen Schlussstrich unter diesen Rechtsstreit zu ziehen und eine weitere Eskalation der Kosten zu vermeiden“.